# Czyryszki
Czyryszki (lit. Čiriškės) – osada na Litwie, w rejonie wileńskim, 4 km na północny wschód od Ławaryszek, zamieszkana przez 1 osobę.

## Historia
W dwudziestoleciu międzywojennym leżały w Polsce, w województwie wileńskim, w powiecie wileńsko-trockim, w gminie Mickuny.
Po II wojnie światowej w granicach Związku Sowieckiego. Od 1991 na niepodległej Litwie.